# Sainte-Colombe (Seine-et-Marne)
Sainte-Colombe település Franciaországban, Seine-et-Marne megyében. Lakosainak száma 1778 fő (2022. január 1.). Sainte-Colombe Chalautre-la-Petite, Longueville, Poigny, Saint-Loup-de-Naud, Soisy-Bouy és Vulaines-lès-Provins községekkel határos.

## Népesség
A település népessége az elmúlt években az alábbi módon változott:
| Lakosok száma | 1814 | 1816 | 1849 | 1822 | 1820 | 1826 | 1808 | 1793 | 1778 |
|               | 2013 | 2015 | 2016 | 2017 | 2018 | 2019 | 2020 | 2021 | 2022 |